# Żmigród
Żmigród (in tedesco Trachenberg) è un comune urbano-rurale polacco del distretto di Trzebnica, nel voivodato della Bassa Slesia.
Ricopre una superficie di 292,14 km² e nel 2007 contava 15 085 abitanti.
Fu feudo (contea, principato e ducato) della famiglia Hatzfeld.